# Els Omells de na Gaia (ort)
Els Omells de na Gaia är en ort i Spanien.   Den ligger i provinsen Província de Lleida och regionen Katalonien, i den östra delen av landet, 400 km öster om huvudstaden Madrid. Els Omells de na Gaia ligger 560 meter över havet och antalet invånare är 159.
Terrängen runt Els Omells de na Gaia är kuperad åt nordost, men åt sydväst är den platt. Runt Els Omells de na Gaia är det ganska glesbefolkat, med 43 invånare per kvadratkilometer. Närmaste större samhälle är Tàrrega, 17,1 km norr om Els Omells de na Gaia. Trakten runt Els Omells de na Gaia består till största delen av jordbruksmark.